# Cantonul Marcigny
Cantonul Marcigny este un canton din arondismentul Charolles, departamentul Saône-et-Loire, regiunea Burgundia, Franța.

## Comune
| Comune              | Populație (1999) | Cod poștal | Cod INSEE |
| ------------------- | ---------------- | ---------- | --------- |
| Anzy-le-Duc         | 439              | 71110      | 71011     |
| Artaix              | 392              | 71110      | 71012     |
| Baugy               | 479              | 71110      | 71024     |
| Bourg-le-Comte      | 209              | 71110      | 71048     |
| Céron               | 284              | 71110      | 71071     |
| Chambilly           | 518              | 71110      | 71077     |
| Chenay-le-Châtel    | 396              | 71340      | 71123     |
| Marcigny            | 1 936            | 71110      | 71275     |
| Melay               | 835              | 71340      | 71291     |
| Montceaux-l'Étoile  | 256              | 71110      | 71307     |
| Saint-Martin-du-Lac | 257              | 71110      | 71453     |
| Vindecy             | 260              | 71110      | 71581     |